# Erik Østrand
Erik Otto Østrand (ur. 12 maja 1918 w Kopenhadze, zm. 8 czerwca 1989 w Brøndbyvester) – duński zapaśnik walczący w stylu wolnym. Olimpijczyk z Helsinek 1952, gdzie zajął ósme miejsce w kategorii do 67 kg.
Wicemistrz Danii z 1948 roku.

## Letnie Igrzyska Olimpijskie 1952
| Konkurencja      | Rundy eliminacyjne        | Rundy eliminacyjne  | Rundy eliminacyjne     | Klas. końcowa |
| Konkurencja      | Przeciwnik I              | Przeciwnik II       | Przeciwnik III         | Miejsce       |
| ---------------- | ------------------------- | ------------------- | ---------------------- | ------------- |
| 67 kg styl wolny | Garibaldo Nizzola (ITA) P | Mario Tovar (MEX) Z | Aram Jaltyrjan (SUN) P | 15.           |